# ورد تيانشاني
ورد تيانشاني (الاسم العلمي:Rosa tianschanica) هو نوع من النباتات يتبع جنس الورد من الفصيلة الوردية.